# Lecane hastata
Lecane hastata är en hjuldjursart som först beskrevs av Murray 1913.  Lecane hastata ingår i släktet Lecane och familjen Lecanidae. Inga underarter finns listade i Catalogue of Life.